# Altamiro Barbosa Machado
Altamiro Barbosa Machado (1944–2001), professor catedrático e então director do Departamento de Sistemas de Informação (DSI) da Escola de Engenharia da Universidade do Minho, de que foi fundador e líder, depois de ter sido um dos pioneiros do ensino da informática na década de 1970 na Universidade do Minho e em Portugal.
O professor contribuiu para a criação de alguns eventos e programas govermentais, destacando-se o programa "e-schola", e a Minho Campus Party, no qual desenvolveu a ideia e procurou apoios para o evento, tal como, por sua iniciativa, um grupo de quarenta alunos do DSI ter-se deslocado à Campus Party Valência em 2000.
Faleceu em finais de Março de 2001.

## Publicações
1. 1978 - Machado, A. and Bell, D. J. - The Computation of a Singular Control for a Stirred Reactor in Recent Theorical Development in Control, edited by M.J. Gregsin, London: Academic Press, 351-367
2. 1982 - Machado, A. - O Controlador Sequencial Programável Micromatic 7065. Informática, API, 1-Vol. 4, 45-47
3. 1983 - Machado, A. - Esboço de uma política de produção nacional de Informática, Jornal Expresso, Suplemento Informática, 4-5
4. 1985 - Machado, A. - Os Microcomputadores na Gestão de Empresas, Publicação "Têxtil em Portugal, Que Futuro?"
5. 1985 - Machado, A. - Formação Profissional de Informática em Regime de Aprendizagem, Actas do ENDIEL 85, Encontro Nacional para o Desenvolvimento das Indústrias Eléctricas e Electrónicas, Porto
6. 1985 - Machado, A.,Carvalho, J. A, and Neves, J. C. - Sistema Pericial para o Apoio à Metodologia de Análise Estruturada de Sistemas, Actas do Encontro Português de Inteligência Artificial, Porto
7. 1987 - Machado, A. and Valbom, L. - As Novas Tecnologias na Educação Musical, Actas do I Encontro Nacional do Projecto MINERVA, Universidade do Minho, Braga
8. 1987 - Machado, A. and Machado, M. J. A. S. - A case study in the use of New Information Technologies (N.I.T.) in an initial training situation at secondary school level, Actas do seminário Implicaciones de las Nuevas Tecnologias de informacion en la Formacion del Profesorado, Madrid
9. 1987 - Machado, A. - The Activities of the Pole of the University of Minho (Minerva Project): a case study on the planning and evaluation of a project concerning the introduction of N.T.I. in Education at a regional level, Actas do seminário EDITE 87, Evaluation and Dissimination of Information Technologies in Education
10. 1988 - Machado, A. and Silva, M. C. C. - Computadores no Ensino Especial - Actividades do Pólo do Minho do Projecto MINERVA, Actas do Seminário "Novas Tecnologias na Educação Especial", Universidade Técnica de Lisboa
11. 1988 - Machado, A. and Osório, A. J. - O Projecto Pluto, Actas do 2º Encontro Nacional do Projecto Minerva, Aveiro
12. 1988 - Machado, A. and Osório, A. J. - O Projecto Peneda Gerês, Actas do 2º Encontro Nacional do Projecto Minerva, Aveiro
13. 1988 - Machado, A. and Prado, L. - As Novas Tecnologias da Informação e a Música, Actas do 2º Encontro Nacional do Projecto Minerva, Aveiro
14. 1988 - Machado, A. and Ramos, A. - Utilização das Novas Tecnologias da Informação no Ensino/Aprendizagem das Línguas, Actas do 2º Encontro Nacional do Projecto Minerva, Aveiro
15. 1988 - Machado, A. and Martins, V. - Concepção de Sequências Audiovisuais, Actas do 2º Encontro Nacional do Projecto Minerva, Aveiro
16. 1988 - Machado, A. and Valbom, L. - Some Contributions for the use of new information technologies in music education at midle school level in Portugal, Actas do 2º Encontro Nacional do Projecto Minerva, Aveiro
17. 1988 - Machado, A. and Valbom, L. - Computadores e Música: Panorama actual, Actas do 2º Encontro Nacional do Projecto Minerva, Aveiro
18. 1988 - Machado, A. and Lima, L.C. - Uma Experiência de Tradução no Domínio da Automação do Escritório, TermNet News - Journal of the International Network for Terminology, nº 22
19. 1988 - Athaide, J.A.P. and Machado, A. - Desenho Assistido por Computador - Uma Experiência no Âmbito do Projecto Minerva, O Ensino, Revista Internacional de Sócio-pedagogia e Sócio-linguística Nº23-28
20. 1989 - Machado, A. and Osório, A. J. - Projecto Peneda-Gerês: a Global Project for the Development of the Peneda-Gerês National Park, Actas da Third International Conference of Computer in Children Education, Sofia, Bulgária
21. 1989 - Machado, A. - The Use of N.I.T. in the Teaching of Nutrition, Actas do European Regional Workshop "Training of Secondary School Teachers in The Use of Computers in General Education", EIC-FET (European Information Centre of Charles University for Further Education of Teachers). Praga
22. 1989 - Machado, A. - Teacher Training in the Uses of New Information Technologies (Minerva Project), Actas do European Regional Workshop "Training of Secondary School Teachers in The Use of Computers in General Education", EIC-FET (European Information Centre of Charles University for Further Education of Teachers). Praga
23. 1990 - Machado, A., Osório, J. A. and Ferreira, A. S. - Experiências de Telecomunicações em Educação, Congresso Nacional de Educação Infantil e Básica, CIFOPE, Universidade do Minho
24. 1990 - Machado, A. - As Novas Tecnologias da Informação no Ensino no ano 2000, Alguns Cenários Possíveis, Análise Psicológica, Nº1- (VIII), 7-11
25. 1990 - Machado, A. and Dias, P. S. - Imagem Interactiva: um instrumento de modelação da aprendizagem, Análise Psicológica, Nº1- (VIII), 71-74
26. 1990 - Machado, A. and Osório, A. J. - The Peneda-Gerês Project; First Activities and plans for the future, Actas da Conferência EURIT 90, Herning, Dinamarca
27. 1990 - Machado, A. - O Papel das Universidades e das Escolas Superiores de Educação na Formação de Professores nas Novas Tecnologias da Informação e das Comunicações (NTIC), Disquetal, 6, 2-3
28. 1991 - Machado, A. and Amaral, L. - Factores de Sucesso na Introdução de CASE nas Organizações, Simpósio CASE 91, Universidade do Minho, Braga
29. 1991 - Machado, A., Osório, A. J. and Silva, M. C. - Utilização Educativa da Telemática: o caso do Projecto Peneda-Gêres, Ciências da Educação em Portugal -Situação Actual e perspectivas
30. 1991 - Machado, A. and Amaral, L. - Procura de Factores de Sucesso no Planeamento de Sistemas de Informação no contexto Nacional, Informação e Informática, Revista das Tecnologias da Informação na Administração Pública, Nº 8, ano V, 43-47
31. 1991 - Machado, A - Uma proposta de regulamento do funcionamento do Projecto Minerva, Informática e Educação, Nº 2, 57-64
32. 1991 - Machado, A. and Dias, P. S. - The Training of Primary and Secondary School Teachers in Hypertext: Analysis of an Experience, Interactive Multimedia Learning Environments: Human Factors and Technical Considerations on Desiggn Issues Edited by Max Giardina, NATO ASI Series, Vol. 93, 226-229
33. 1991 - Machado, A. - The Future of COMETT, discurso de encerramento, Actas da Conferência COMETT Towards new models of university-industry cooperation: the example of COMETT, Amsterdam, 26-27
34. 1992 - Machado, A. - O Problema dos Direitos de Autor no sistema de Ensino em Portugal, Informática e Educação, Nº 3, 84-85
35. 1992 - Machado, A., Santos, L. and Lopes, M. - Telecomunicações em contexto educativo: que perspectivas?, Actas do congresso Minerva 92
36. 1992 - Machado, A. and Fernandes, J. S. - A Lei nº 109/91 e o Projecto MINERVA, Actas do Congresso Minerva 92
37. 1992 - Machado, A., Carvalho, A. F. and Lacerda, T. M. - Ética e Direitos de Autor - que formação?, Actas do congresso Minerva 92
38. 1992 - Machado, A. and Paulo, J. M. B. - Análise da 1ª fase de implantação do Pólo da Universidade do Minho do Projecto MINERVA: Caracterização dos docentes e das suas actividades de introdução dos computadores no Ensino, Actas do congresso Minerva 92
39. 1992 - Machado, A. and Lopes, A. M., Gomes, M. J., Lacerda, T. M. - Estudo sobre a Prática Pedagógica dos Professores ex-destacados do Projecto MINERVA, Actas do congresso Minerva 92
40. 1992 - Machado, A. and Seixas, J. A. F. - Estudo das motivações dos colaboradores do Projecto MINERVA, Actas do congresso Minerva 92
41. 1992 - Machado, A. and Azevedo, J. A., Pinto, M. S., Moreira, O. V. - Outras Visões da Introdução das N.T.I. no sistema Educativo. Estamos na C.E.E.?, Actas do congresso Minerva 92
42. 1992 - Machado, A. and Azevedo, J. A., Pinto, M. S., Moreira, O. V. - Informática como ciência ou tecnologia? Uma questão em torno de um Programa", Actas do congresso Minerva 92
43. 1992 - Machado, A. and Fernandes, D. M, Meneses, M. H. - O Projecto MINERVA, que futuro?, Actas do congresso Minerva 92
44. 1992 - Machado, A. - Perspectivas para o futuro da introdução das tecnologias de informação no ensino em Portugal, Revista de Educação, nº 4, 60-63
45. 1992 - Machado, A. - O Desenvolvimento do Programa COMETT em Portugal, Actas do 2nd European Forum for Continuing Engineering Education International Cooperation Betwen Industry and Academia, Lisbon
46. 1992 - Machado, A. - Como Eles Nos Vêem; alguns comentários a propósito do relatório de estágio duma bolseira do Programa Erasmus no Pólo do Projecto Minerva da Universidade do Minho, Informática e Educação, Nº 4
47. 1992 - Machado, A. and Fernandes, O. - Avaliação e Selecção de Produtos Hipermedia, Actas do VI Encontro A informática e o Ensino , Coimbra
48. 1992 - Machado, A. and Lacerda, T., Salsa, J. - Parque Biológico de Braga - uma Aplicação Hipermedia, Actas do VI Encontro A informática e o Ensino , Coimbra
49. 1992 - Machado, A. and Batista, A. - Aplicações Hipermédia; a Necessidade de um Suporte Metodológico, Actas do VI Encontro A informática e o Ensino , Coimbra
50. 1992 - Machado, A. - Os Desafios da Imagem e das Comunicações nos Anos 1990, Actas do II Congreso da Sociedade Portuguesa de Ciências da Educação - Investigação e Acção, Braga
51. 1992 - Machado, A. and Lopes, A. M. - Telemática: Implicações ao Nível da Práctica Pedagógica, Actas do II Congreso da Sociedade Portuguesa de Ciências da Educação - Investigação e Acção, Braga
52. 1992 - Machado, A. and Salsa, J. M., Lacerda, T. - Concepção de Aplicações Hipermedia para utilização em Contexto Educativo - Problemas e Metodologia, Actas do II Congreso da Sociedade Portuguesa de Ciências da Educação - Investigação e Acção, Braga
53. 1992 - Machado, A. and Lacerda, T. - Apresentação de texto em Documentos Educativos: Influência da posição das Janelas de Texto no Espaço da Imagem-Écran Hipermédia no Acesso e Retenção da Informação, Actas do IV Congresso Iberoamericano de Educação e Informática, Lisboa
54. 1992 - Machado, A. and Lacerda, T., Vieira, A. J. - A Qualidade da Água Doce, Trabalho premiado com o prémio correspondente à classificação de BOM, no Concurso nº20/91 - Materiais de Apoio à integração e utilização das tecnologias de informação e comunicação no ensino básico e secundário - promovido pelo Gabinete de Estudos e Planeamento do Ministério da Educação
55. 1992 - Machado, A. and Amaral, L., Boneco, E. - Formação Superior e Perfis Profissionais em Informática e Sistemas de Informação - Situação Nacional, Relatório Técnico do Projecto PMCT 456.90 submetido à Junta Nacional de Investigação Científica e Tecnológica (JNICT)
56. 1993 - Machado, A. - Programa da Disciplina de Informática no Ensino, Documento apresentado nas Provas Públicas de Agregação no Grupo Disciplinar de Informática de Gestão, Universidade do Minho, Braga
57. 1994 - Machado, A. - Balanço das Actividades Desenvolvidas pelo Pólo da Universidade do Mnho do Projecto Minerva, Relatório Técnico submetido ao DEPGEF do Mnistério da Educação
58. 1994 - Machado, A. and Lopes, A. M. - A Telemática em Escolas Portuguesas: Resultado de um Estudo, Actas do IV Congresso Iberoamericano de Educação e Informática, Lisboa
59. 1994 - Machado, A. - Balanço das Actividades Desenvolvidas pelo Pólo da Universidade do Minho do Projecto Minerva, Relatório Técnico submetido ao DEPGEF do Ministério da Educação